# Astracantha intermixta
Astracantha intermixta är en ärtväxtart som först beskrevs av Antonina Georgievna Borissova, och fick sitt nu gällande namn av Sergei Kirillovich Czerepanov. Astracantha intermixta ingår i släktet Astracantha och familjen ärtväxter. Inga underarter finns listade i Catalogue of Life.